# Matthieu Delpierre
Mathieu Delpierre (sinh ngày 26 tháng 4 năm 1981 ở Nancy, Pháp) là một cầu thủ bóng đá Pháp. Delpierre là trung vệ và trước đây chơi cho Lille OSC và hiện là đội trưởng của Stuttgart. Anh từng chơi cho các đội U-18, U-20 và U-21 Pháp, từng góp mặt ở giải Vô địch U-21 châu Âu vào năm 2002.

## Sự nghiệp

### Sự nghiệp câu lạc bộ
Trong mùa giải đầu tiên cùng Lille, Delpierre chỉ có một ít lần ra sân nhưng vẫn giúp đội bóng lên chơi ở Ligue 1. Delpierre trở nên nổi tiếng hơn ở mùa giải thứ 2 cùng đội bóng, giúp họ về đích ở vị trí thứ 3 và tham dự vòng loại cúp C1. Delpierre tiếp tục chơi cho Lille dù họ phải về đích ở những vị trí thấp hơn ở các mùa sau đó.
xxxxnhỏ|trái|Matthieu Delpierre]]
Delpierre được VfB Stuttgart ký hợp đồng theo dạng chuyển nhượng tự do sau khi Lille từ chối gia hạn hợp đồng với anh. Sau khi có màn thể hiện không mấy ấn tượng ở mùa giải 2004-05 và 2005-06, Delpierre bắt đầu cải thiện phong độ dưới triều đại huấn luyện viên Armin Veh.
Ở mùa giải sau đó, hậu vệ người Pháp trở nên vô cùng quan trọng ở hàng thủ của Stuttgart. Chỉ bỏ lỡ đúng một trận vì chấn thương, Delpierre trở thành một lá chắn không thể khuất phục cùng Fernando Meira ở trung tâm hàng phòng ngự Stuttgart. Matthieu cũng đóng vai trò quan trọng trong thành công của Stuttgart ở DFB-Pokal 2006-07, chỉ để lọt lưới 3 bàn và vào đến trận chung kết, trận đấu mà họ đã thua trước Nurnberg. Vào ngày 19 tháng 5 năm 2007, Delpierre vô địch Bundesliga cùng Stuttgart, đóng một vai trò vô cùng quan trọng trong thành công này.
Màn trình diễn của anh đã thu hút sự chú ý từ các đội bóng lớn của Anh và Đức, Arsenal và Bayern Munich và cả đội bóng Pháp Olympique Marseille và Saint-Étienne đều đã chú ý tới cầu thủ này.
Anh đã gia hạn hợp đồng với Stuttgart tới mùa hè 2012.
Vào ngày 1 tháng 12 năm 2009, Delpierre được tân huấn luyện viên của Stuttgart lúc đó là Markus Babbel chọn làm đội trưởng.

### Sự nghiệp thi đấu quốc tế
Lần đầu tiên Delpierre được triệu tập vào đội hình A của Pháp là vào năm 2007.

## Danh hiệu
Cùng Lille:
- Ligue 2 (1999–2000)

Cùng Stuttgart:
- Bundesliga (2006–07)